# 장웨이 (1989년)
장웨이(중국어: 张维, 병음: Zhang Wei, 한자음: 장유, 1989년 12월 18일 ~ )는 중화인민공화국의 바둑 기사이다. 헤이룽장성 다칭시 출신으로 중국기원 소속의 6단이다.

## 경력
헤이룽장성 다칭시에서 태어났다. 2000년에 프로바둑에 입단했다. 2003년 저장팀과 2005년부터 2009년까지 후베이팀으로 중국 갑조리그에 참가했다. 2007년 제11회 삼성화재배 월드 바둑마스터스 예선에서 가와다 고헤이와 이강욱, 최원용, 류스전을 연이어 물리치고 본선 32강에 진출했지만 서봉수에게 져서 탈락했다. 2007년 제12회 삼성화재배 예선에서 유재호와 양건, 김동면, 이강욱, 쑤야오궈를 차례로 이기고 본선 32강에 진출했으나 이세돌에게 패배하여 탈락했다. 2009년 제1회 BC카드배 월드 바둑 챔피언십 예선에서 고수아와 윤성현, 서무상을 물리치고 본선 64강에 진출했지만 천스위안에게 져서 탈락했다.
2009년 6단으로 승단했고, 2011년 상하이외국어대학교에 입학했다. 2013년 제1회 몽백합배 세계 바둑 오픈전 예선에서 양둥과 수이샤오, 한종진에게 승리하여 본선 64강에 올랐지만 궈원차오에게 져서 탈락했다. 2016년 제3회 바이링배 예선에서는 린스쉰과 판페이, 장창을 차례로 이기고 본선 64강에 진출했지만 랴오위안허에게 패배했다.